# Мучной переулок
Мучно́й переу́лок — переулок в Центральном районе Санкт-Петербурга. Проходит от набережной канала Грибоедова до Садовой улицы. Далее продолжается Апраксиным переулком.

## История
Первоначально — Новая улица (с 1762 года).

С 1772 по 1782 год — Мушная улица. Название дано по мучным рядам, располагавшимся на чётной стороне.

С 1776 по 1793 год — Мучная улица.

С 1777 года — Мушной переулок.

Современное название появляется в начале XIX века.

С 1776 по 1804 год в состав включался Апраксин переулок.

С 1798 по 1849 год, а также на плане 1874 года входил в состав Апраксина переулка.